# سیارک ۱۴۵۳۵
سیارک ۱۴۵۳۵ (به انگلیسی: 14535 Kazuyukihanda، نامگذاری:1997RF) چهارده هزار و پانصد و سی و پنجمین سیارک کشف شده‌است که در ۱ سپتامبر ۱۹۹۷ کشف شد.
قدر مطلق سیارک برابر ۱۲٫۹۰ است.